# Щукарев, Сергей Александрович
Сергей Александрович Щукарёв (27 июля 1893, Санкт-Петербург — 31 марта 1984, Ленинград) — русский, советский химик, гидролог, педагог, историк методологии науки. Основное место в трудах занимает развитие и разработка фундаментальных научных проблем, связанных с периодическим законом Д. И. Менделеева, в исследование наследия которого учёный также внёс ощутимый вклад. Ему принадлежит заслуга формирования нового оригинального научного направления, синтеза двух важнейших линий развития химии — периодического закона и химической термодинамики.

## Биография
Родился в Санкт-Петербурге 27 июля 1893 года.
в 1916 году окончил химическое отделение физико-математического факультета Петроградского университета. Учителями и научными руководителями Сергея Александровича Щукарёва были выдающиеся русские учёные Е. В. Бирон, Л. А. Чугаев и А. Е. Фаворский. «По представлении дипломной работы, выполненной под руководством профессора М. С. Вревского, был оставлен при Университете на 4 года для приготовления к профессорской деятельности». Учёный вспоминает о лекциях последнего наставника, оказавшего наибольшее влияние на его научное мировоззрения:
Я слушал этот курс и помню, что для нас, студентов, воспитанных на немецких учебниках химии, по-новому звучали эти лекции, в которых почти совсем не было места теории разбавленных растворов и электролитической диссоциации, а вместо этого речь шла об общей термодинамической теории растворов всех концентраций, о правиле фаз, лекции, в которых ни разу не были упомянуты Оствальд и Аррениус, но зато очень часто речь шла о Менделееве, Коновалове, Бертело, Дюгеме и Гиббсе.
- 1920—1925 — ассистент профессора М. С. Вревского на кафедре Физической химии Петроградского (Ленинградского) университета.
- 1924 — С. А. Щукарёв первым выразил представление о том, что «периодичность есть свойство, заложенное в самом ядре».
- 1925—1935 — провёл экспедиции по исследованию природных вод, теория метаморфизации которых объясняла генезис содо- и сульфатообразования.
- 1926—1930 — доцент ЛГУ; читает лекции по общему курсу химии «для студентов специализирующихся по физике, геологии, биологии и географическим наукам».
- 1931 — профессор ЛГУ.
- 1930—1960 — возглавлял кафедру химии со дня её основания в составе факультета точной механики ЛИТМО; на инженерно-физическом факультете (с 1946-го — до его закрытия 1952 году).
- В 1930-е годы — С. А. Щукарёв заведовал лабораторией Ленинградского электрофизического института.
- 1939—1970 — заведующий кафедрой неорганической химии химического факультета ЛГУ — «менделеевской»[3].
- 1939, 1940 — проректор ЛГУ по науке.
- 1948 — для классификации в периодической системе Менделеева элементов, расположенных за лантаном (VI период) и актинием (VII период) и сходных с ними, соответственно, по свойствам — С. А. Щукарёвым предложено употребление терминов «лантаноиды» и «актиноиды», известных теперь каждому школьнику; учёным также первым была высказана мысль о том, что устойчивость ядер и сложность изотопных плеяд представляют периодическую функцию атомного номера; им первым была сформулирована основная идея правила нестабильности изобаров.
- 1949 — С. А. Щукарёв положил начало развитию представления об элементах-артиадах и элементах-периссадах.
- В конце 1940-х годов профессором С. А. Щукарёвым были начаты большие экспериментальные и теоретические исследования, давшие строгое обоснование феномена вторичной периодичности,
- 1952 — основал на химическом факультете ЛГУ лабораторию высокотемпературной химии.
- 1970 — сформулировал основы представления об элементах-кайносимметриках.

## Научная деятельность
Круг научных интересов профессора С. А. Щукарева был необычайно широк. Он показал большое значение распространения явлений вторичной периодичности как в области изолированных атомов и ионов, так и в области химических соединений. Учёный обращается к проблемам ядерной химии, где им впервые выявлены закономерности, управляющие устойчивостью некоторых изотопов и нашедшие подтверждение в работах многих отечественных и зарубежных учёных. Развил учение о ритмике и стратиграфии, им открыто и обосновано явление кайносимметрии.
В середине-конце 1920-х годов сложилось представление о том, что предсказание Д. И. Менделеевым некоторых элементовов — заблуждение, и якобы элемент 43 вовсе не существуют в природе. В числе тех, кто пришёл к таким умозаключениям, был и крупный немецкий химик Людвиг Прандтль, который обозначил «запрет», действовавший в отношении «открытого» В. Ноддаком и И. Таке «мазурия». Благодаря развитию ядерной физики появилась возможность снять это противоречие. Ещё в 1920-е годы С. А. Щукарев сформулировал правило изобарной статистики, которое гласит, что в природе не может быть двух стабильных изотопов с одинаковыми массовым числом и зарядом атомного ядра, отличающихся на единицу — один из них обязательно радиоактивен. Законченную форму эта закономерность приобрела в 1934 году благодаря австрийскому физику Й. Маттауху, и получила имя правила запрета Маттауха — Щукарева.
Ещё в конце 1940-х годов С. А. Щукаревым начал большие экспериментальные и теоретические исследования, давшие строгое обоснование феномена вторичной периодичности, и подтвердившие, что в его основе, действительно, лежат глубокие закономерности, связанные со строением атомов и особенностями реальной схемы формирования их электронных конфигураций. А к 1970-м годам было известно уже более 50 работ отечественных и зарубежных учёных, подтверждавших эти закономерности, сама идея которых была высказана в 1915 году Е. В. Бироном.
Большое место на раннем этапе научного творчестве С. А. Щукарева, в его исследованиях занимают также проблемы гидрохимии. В 1925—1935 годы С. А. Щукарев широко поставил теоретическую и экспериментальную разработку проблемы метаморфизации природных вод, источников и озёр. Им организовано и проведено несколько экспедиций в разных районах страны, в результате чего была разработана новая коллоидно-химическая теория метаморфизации природных вод источников и озёр, дающая объяснение генезису природных процессов содообразования и сульфатообразования. Кроме большой научной ценности, эти работы имели важное значение для практики курортного строительства и основания минеральных источников.
Возвращаясь в 1950-е годы к тематике гидрохимии, С. А. Щукарев активно способствовал развитию исследований этого профиля. Одним из таковых был проведённый его учеником П. А. Крюковым и М. М. Шульцем совместно с В. Э. Горемыкиным — анализ трехкомпонентных систем из двух электролитов и воды с применением стеклянного электрода

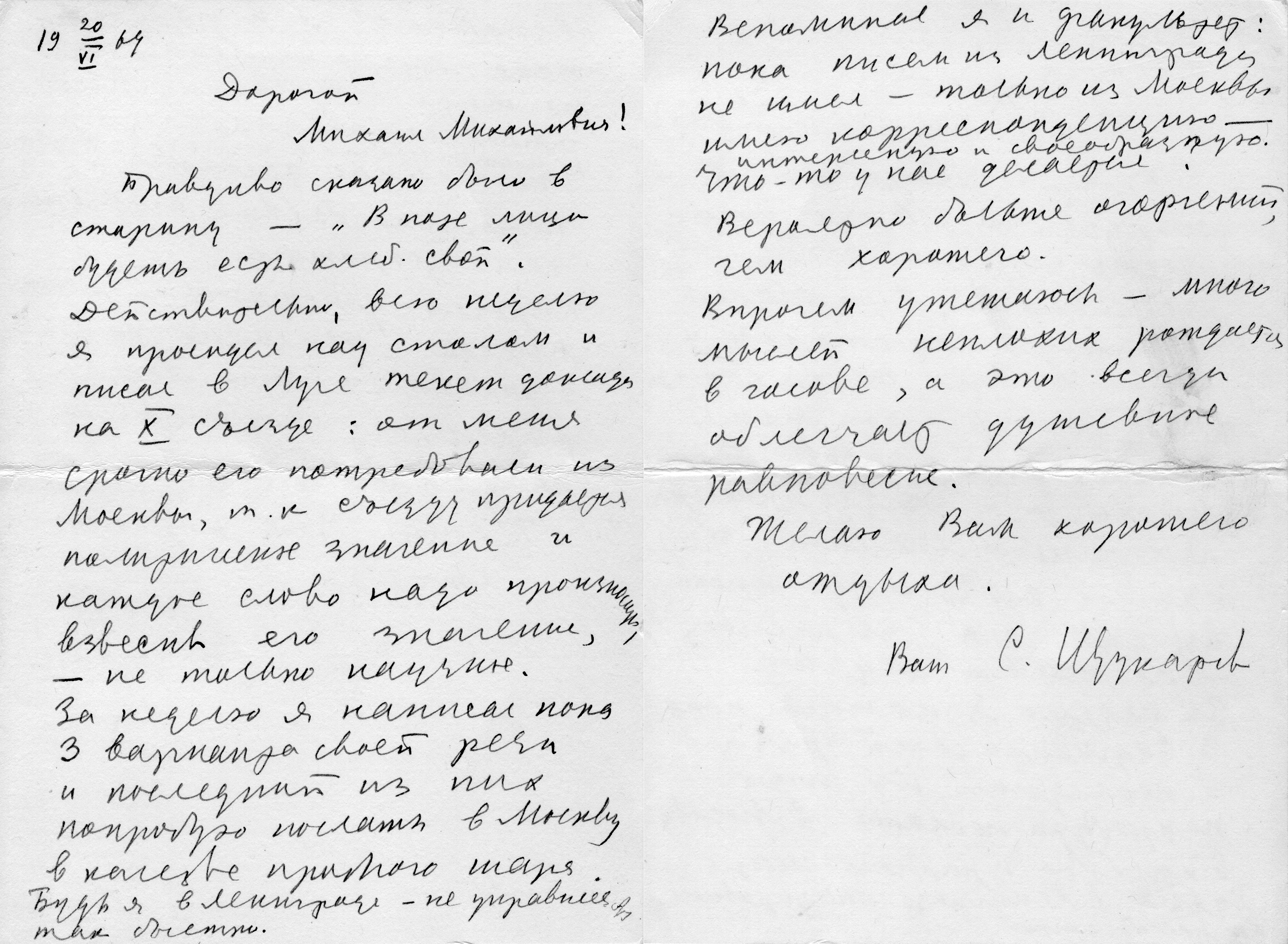
Письмо профессора С. А.. Щукарева декану химического факультета ЛГУ профессору М. М. Шульцу (в письме речь идёт о X Менделеевском съезде). 1969

С. А. Щукарев, никогда не исключая из поля своего научного мировоззрения насущные вопросы практики, активно поддерживал развитие материаловедения, в том числе изучения структуры, состава и свойств стёкол, инициированного М. М. Шульцем в начале-середине 1950-х годов. В немалой степени эта поддержка, определявшаяся и большим авторитетом Сергея Александровича, способствовала созданию на химическом факультете лаборатории электрохимии стекла (ЛЭС). Это направление, и связанные с ним — химия и термодинамика оксидов, галогенидов и халькогенидов, — технологии покрытий и синтез высокоустойчивых материалов, впоследствии вылилось в регулярные взаимодействия учёных. Они также участвовали в философских семинарах, проходивших в ЛГУ, сотрудничали в проектах, связанных с изучением наследия Д. И. Менделеева.
Учёный, сосредоточившись на изучении Периодического закона и, добившись здесь выдающихся результатов, кроме того, выполнил очень важную для развития термодинамики миссию — перевод и издание в 1941 году книги Э. А. Гуггенгейма «Современная термодинамика, изложенная по методу Уилларда Гиббса» (он неоднократно выступал как переводчик научных и популярных книг с разных языков). На кафедре неорганической химии, которую С. А. Щукарев возглавлял с 1934 по 1977 год, под его ркуоводством проводились термохимические исследования газофазных реакций (Г. И. Новиков, Г. А. Семенов, А. В. Суворов), растворов электролитов (Л. С. Лилич, В. А. Латышева, М. А. Якимов) и твёрдых фаз (С. М. Ария, И. В. Василькова, Г. И. Новиков, А. И. Ефимов, А. В. Суворов).
С. А. Щукарев, развивая изучение растворов, внедрял методы классической термодинамики (калориметрия, тензиметрия, волюмометрия), которые сочетались со спектроскопическими, а результаты рассматривались в свете Периодического закона. Это направление, возглавлявшееся с 1950 по 1991 год Л. С. Лиличем, успешно продолжено В. А. Латышевой, К. А. Бурковым, М. К. Хрипун, Л. В. Черных и др. Долгие годы проводились также исследования диаграмм плавкости бинарных и тройных солевых и оксидных систем. А. В. Сторонкин и И. В. Василькова разработали методы расчета поверхности ликвидуса тройных систем, эвтектических и перитектических линий, составов и температур кристаллизации тройных эвтектик и перитектик по данным о компонентах и соответствующих бинарных системах. В экспериментальных работах, проводившихся в тесном сотрудничестве с исследователями кафедры химической термодинамики и кинетики (Ю. А. Федоров, М. Д. Пятунин и др.), изучено более 100 тройных систем.
До полноценного освоения всей предложенной С. А. Щукаревом темы основанной им в 1952 году лаборатории высокотемпературной химии прошло много времени, однако методика исследования термодинамических свойств неорганических галогенидов в трёх агрегатных состояниях — твёрдом, жидком и газообразном — была в лаборатории организована на очень высоком уровне.
Ввелись в лаборатории и прикладные работы. Для Запорожского титано-магниевого комбината разработана методика глубокой очистки тетрахлорида титана. Активное сотрудничество связывало это научное подразделение, возглавлявшееся С. А. Щукаревым, с институтом Гиредмет, внедрявшим в промышленность методы хлорной металлургии редких металлов. Совместно решали проблему создания эффективной технологии разделения хлоридов редкоземельных элементов — в начале 1960-х годов были впервые получены и детально исследованы газообразные комплексные соединения трихлоридов РЗЭ, многие низшие галогениды этих элементов.
Тогда же в лабораторию пришёл Роман Борисович Добротин, человек неординарного, философского склада мышления, большой эрудиции, привнёсший в деятельность лаборатории интерес к проблемам химической связи в широком её понимании, в числе прочих задач, он инициировал исследования газообразных гидроксидов. Под его руководством было выполнено интересное исследование кислот селена и теллура в газовой фазе. С С. А. Щукаревым и А. В. Сторонкиным Р. Б. Добротина связывали также аналитические исследования научной деятельности Д. И. Менделеева. Это сотрудничество касалось и содержания экспозиции, — просветительских функций музея-архива Д. И. Менделеева. По данной тематике ими осуществлён ряд совместных публикаций. Ранняя смерть Р. Б. Добротина в 1980 году стала большой потерей для науки.
Исследуя вопрос о зависимости термодинамических свойств соединений от положения элементов в Периодической системе, С. А. Щукарев установил общность форм зависимости энтальпии образования от состава для бинарных соединений. Этому посвящён ряд трудов самого С. А. Щукарева и в соавторстве с М. П. Морозовой, М. М. Бортниковой, Т. А. Столяровой и другити учёными
Всего С. А. Щукаревым опубликовано свыше 300 научных работ — экспериментальные и теоретические исследования по периодическому закону, гидрохимии, теории растворов, а также по истории и философским проблемам химии. Результаты этих работ С. А. Щукарев обобщил в фундаментальном многотомном научном труде «Лекции по общему курсу химии».
Идеи С. А. Щукарева позволили не только по-новому рассматривать огромный фактический материал неорганической химии, но и предсказывать некоторые термодинамические свойства, устойчивость и взаимные превращения ряда ещё не открытых или мало исследованных веществ. Разработанные С. А. Щукаревым теоретические положения стали основой экспериментальных и теоретических исследований большой научной школы, занимающей одно из ведущих мест в неорганической химии. А накопленные в результате многолетних исследований новые термодинамические данные и теоретические обобщения, в том числе в области химии редких и рассеянных элементов, не только вошли в справочные и учебные пособия, но и широко используются в практике для усовершенствования технологических процессов выделения и очистки редких элементов и получения огнеупорных и других специальных материалов.

### Педагогика
Педагогическая деятельность С. А. Щукарева в высшей школе началась в 1920 году и протекала главным образом в Ленинградском университете и в Ленинградском Политехническом институте. С 1939 года С. А. Щукарев становится заведующим кафедрой неорганической химии Ленинградского университета. Являясь блестящим лектором и педагогом, он обладает замечательным даром заинтересовать учеников и слушателей своим предметом, пробуждать в слушателях стремление к самостоятельному решению вопросов. Именно поэтому лекции проф. С. А. Щукарева посещаются не только студентами всех курсов, но и научными работниками разных специальностей, инженерами, учителями.
На инженерно-физическом факультете Ленинградского института точной механики и оптики (ЛИТМО) в период с 1946-го вплоть до 1952 года, когда этот факультет был расформирован , С. А. Щукарев вёл курс химии, в основу которого было положено требование к инженеру данной специальности обязательного знания и понимания периодической системы элементов на основании представления о строении электронных оболочек атомов. Слушавшие этот курс, отмечают, что лектор обладал талантом не только доступно изложить основной материал, но и затронуть множество вопросов, относящихся к совершенно иным областям знаний. Он мог без труда перейти, например, к оценке творчества Дж. Кваренги, а затем вернуться к теме лекции. В то время курс химии ограничивался первым семестром, однако на его лекции приходили добровольно и студенты третьего курса — настолько интересным, знающим и обаятельным был этот незаурядный человек и учёный.
Человек высокой культуры, С. А. Щукарев не замыкался в рамках своей профессии. Он живо интересовался искусством, литературой, принимал активное участие в общественной жизни. С. А. Щукарев избирался депутатом Василеостровского района. В 1939—1940 годы он был проректором Ленинградского университета по научной работе, — являлся деканом химического факультета Университета научных знаний для учителей.
Особенности интеллектуального строя Сергея Александровича, универсальность его знаний, живость воображения, — всё это сказалось и на его понимании творческого процесса, — на способности достаточно тонко воспринимать свойства характера и личные качества учёных, с которыми ему приходилось соприкасаться, это свойственно образности его повествования и в таком жанре как научная биография. Вот небольшой фрагмент из его воспоминаний о Л. А. Чугаеве; в данном случае, пусть несколько наивно относительно представлений о художественности, однако искренне, Сергей Александрович представляет в большей степени не портреты исследователей, а собственные юношеские переживания. Но не все удостоены, и не всем дано видеть...:
Я любил иногда по вечерам, стоя у решётки Ботанического сада и скрытый ночной темнотой, смотреть на освещённые окна...  
 Однажды я был свидетелем особой сцены, которую хороший, по-настоящему вдохновенный, художник мог бы, мне представляется, изобразить в виде интересной картины. Я увидел в освещённом окне не одну, а две фигуры: рядом с Л. А. Чугаевым стоял его друг, знаменитый открытием предиссоциации В. Анри, красивый, высокий и стройный француз с проседью в шевелюре и подстриженной острой бородке. Оба они внимательно и сосредоточено рассматривали что-то в пробирке, которую Л. А. Чугаев держал в высоко поднятой руке.  
 Пытливо, как на какое-то чудо, смотрели они, молчали и были неподвижны. Прекрасно было выражение их лиц в миг творчества, и я, одиноко стоявший в ночном сумраке, чуть не заплакал от волнения.

### История и методология науки
Значителен вклад учёного в исследование и сохранение наследия Д. И. Менделеева. Сергей Александрович был в числе создателей полноценного музея-архива Д. И. Менделеева в его мемориальной квартире в Ленинградском университете в начале-середине 1950-х годов; С. А. Щукарев вместе с другими учёными (А. В. Сторонкиным, Т. С. Кудрявцевой, Б. Н. Ржонсницким и Р. Б. Добротиным) принимал участие в формировании ёмкой и содержательной экспозиции этого некогда весьма активного научного центра; он был одним из инициаторов создания на химическом факультете ЛГУ кафедры методологии химии, которую по его предложению возглавлял Роман Борисович Добротин (директор музея-архива Д. И. Менделеева в 1970-е годы).
В январе 1949 года на общем собрании АН СССР С. А. Щукарев высказал мысль о том, что для издания сводного труда, всесторонне освещающего историю развития Периодического закона, необходимо собрать все работы последователей Д. И. Менделеева, систематизировать их по отдельным направлениям изысканий. Этим на протяжении многих лет был занят сам С. А. Щукарев, он провёл ряд исследований в соавторстве со многими учёными: В. А. Киреевым, Л. С. Лиличем, Е. И. Ахумовым и В. И. Семишиным, А. А. Макареней.
Участник IV—X Менделеевских съездов. Входил в редколлегию журнала РФХО. На протяжении многих лет состоял членом президиума Ленинградского отделения Всесоюзного химического общества им. Д. И. Менделеева.
Сергей Александрович Щукарев провёл VIII Менделеевские чтения; был одним из инициаторов этой традиции.

## Адреса в Ленинграде
- Университетская набережная, 7—9[17].

## Краткая библиография С. А. Щукарёва
- О строении вещества // Природа. — 1922. — № 6—7. — С. 20—39.
- Периодическая система химических элементов с точки зрения учения об изотопах. Сборник «Новые идеи в химии», Петроград, 1924, № 9, 61-120.
- Система химических элементов и учение об изотопах. ЖРФХО, часть химическая., 1924, 55, в. 1-4, 467—476;
- Электролиз кристаллов. ЖРФХО, 1924, ч. физ., т. 56, в. 5-6, стр. 453—461; соавторы: Лукирский П. И. и Трапезникова О. Н.
- То же. (Реферат.) В кн. IV Съезд русских физиков в Ленинграде (15-20 сентября 1924 г. Л., НХТИ НТО ВСХН, 1924, стр. 45-46.
- Два мира (Звёзды и атомы). Л.: Образование. 1924.
- Новые идеи в химии. Непериодическое издание под редакцией профессора СПб университета Л. А. Чугаева. СПб.: Образование. 1912—1924 — Сборники 8-10: «…под редакцией академика Н. С. Курнакова и преподавателя университета С. А. Щукарёва».
- Die Elektrolyse der Kristalle (Электролиз кристаллов). Zeits. f. Phys., 1925, т. 31, в. 7—8, стр. 524—533, рис., табл.; соавторы: П. И. Лукирский и О. Н. Трапезникова.
- Результаты физико-химических работ в Старорусском курорте в сезон 1924 года. В «Труды 5-го научно-организационного съезда по курортному делу», 1925, с. 283—285.
- К вопросу о химизме грязеобразовательных процессов в водоемах Старой Руссы. «Курортное дело», 1925, № 11-12, с. 3-24.
- К исследованию Старорусской лечебной грязи. «Курортное дело», 1926, № 11, с. 1-26; соавторы: С. К. Косман и В. В. Пигулевский
- Die Warburgsche Erscheinung in Bor- und Phosphorgläsern. Protokoll der Chem. Abt. d. Russ. Phys. Chem. Ges. 32, Nr. 7, S. 10, vom 7. Oktober 1926); соавтор: P. P. Kobeko.
- К статье проф. Свентославского. У вопросу о методах определения теплового эквивалента калориметрической бомбы. ЖРФХО. Т. LIХю Вып. 7—8. 1927
- Изучение равновесия между жидкостью и парами в растворах муравьиной кислоты и бензола. ЖРФХО, т. 59, вып. 7-8, с. 598—607 (1927); Труды IV Менделеевского съезда, стр. 19-20; Сообщения о научно-технических работах в Республике, вып. XX; соавторы: М. С. Вревский и Н. А. Гельд
- Untersuchung der elektrischen Leitfähigkeit von Gläsern. System B2O3 + Na2O. Zeitschrift für physikalische Chemie, 1930. Abt. A. 150. Bd., 5./6. Helf.; соавтор: R. L. Müller.
- Исследование электропроводности стёкол системы B2O3 + Na2O. ЖФХ, 1, 625, 1930; соавтор Р. Л. Мюллер.
- Обследоание отложений иловой лечебной грязи в заливе Угловом при грязелечебнице Садгород (В книге: Труды государственного центра института курортологии. Под председательством Г. М. Данишевского). Т. 4. М. 1932
- Физика и химия лечебных грязей. В кн.: «Основы курортологии», т. I. М., Медгиз, 1932, с. 137—168.
- Периодический закон. Технич. энциклопедия, 1932, т. 16, с. 214—225.
- Опыт физико-химического исследования Садгородской лечебной грязи (В книге: Труды государственного центра института курортологии. Под председательством Г. М. Данишевского). Т. 4. М. 1932; соавтор Н. В. Кудряшева.
- Попытка общего обзора грузинских вод с геохимической точки зрения (В книге: Труды государственного центра института курортологии. Под председательством Г. М. Данишевского). Т. 4. М. 1932
- Современные физико-химические методы химического анализа. Сборник статей под редакцией профессора С. А. Шукарева. Вып. 1. Л.: Госхимиздат. 1932
- Физико-химический очерк Тинакского озера (В книге: Труды государственного центра института курортологии. Под председательством Г. М. Данишевского). Т. 4. М. 1932; соавтор С. К. Косман
- Питьевая минеральная вода источника № 5 (Новый источник) курорта Старая Русса. «Курортология и физиотерапия», 1935, № 12, с. 1-15; соавтор Н. П. Вревская.
- Современные представления о составе и строении воды. Известия ГГИ, № 64, 1934
- Г. Фалькенгаген, Электролиты. Перев. с нем. Р. Л. Мюллера. Под ред. проф. С. А. Щукарёва. Утв. Наркомпросом РСФСР в качестве учебного пособия для университетов, Л. ОНТИ, Химтеорет, 1935
- Образование сернистого железа в иле соляных озёр. «Курортология и физиотерапия», 1935, № 6, с. 14—19; соавтор Г. А. Толмачева.
- Опыт сравнительного изучения 20 лечебных грязей В кн.: «Известия института физико-химического анализа», 1935, т. IV, вып. 2, с. 489—499; соавторы; О. М. Косман и С. К. Косман.
- Современное состояние периодического закона Менделеева. Труды юбилейного Менделеевского съезда, 1937, И, 23-53.
- О значении атомного веса для характеристики химических элементов. Труды юбилейного Менделеевского съезда, 1937, II, 355—362.
- Проблемы химии водорода. Уч. зап. ЛГУ, 1940, № 54, 24-62
- О прочности простейших соединений водорода. Бюллетень Всесоюзного химического общества им. Д. И. Менделеева, 1941, № 10, 4.
- О термической устойчивости окислов марганца и железа. Учёные записки ЛГУ, 1945, в. 7, 197—254.
- Периодическая система Д. И. Менделеева как основа современной науки. Вестник ЛГУ, 1946, № 2, 3-26; Сб. «75 лет периодического закона Д. И. Менделеева и Русского химического общества», АН СССР, 1947, с. 31—48.
- Периодическая система изотопов и атомные веса. Известия АН СССР, Отделение химических наук, 1947, № 5, 539—540.
- Учение об определённых и неопределённых соединениях в трудах русских  учёных. Вестник ЛГУ, 1947, № 5, 5-25.
- Д. И. Менделеев и Ленинградский государственный университет. Вестник. ЛГУ, 1947. № 6, 148—151.
- 80 лет периодического закона Д. И. Менделеева (1869—1949). Журнал общей химии, 1949, 19, № 3, 369—372.
- О так называемых аномалиях и о вырожденных аномалиях элементных (атомных) весов. Журнал общей химии, 1949, 19, № 3, 373—379.
- Правила изонуклон и распределение устойчивых субэлементов между артиадами и периссадами. Журнал общей химии, 1949, 19, № 3, 380—390.
- Пропавшие периссады и артиады, лишённые нечетных субэлементов. Журнал общей химии, 1949, 19, № 3, 391—395.
- Элементный (атомный) вес как приодическая функция и учение об элементах-двойниках. Журнал общей химии, 1949, 19, № 1, с. 3-16
- 30 лет эволюции учения о системе превращающихся друг в друга элементов. Вестник ЛГУ, 1949, № 12, 185.
- Периодический закон Д. И. Менделеева в свете учения об ионизационных потенциалах. Тезисы докладов по секции химических наук научной сессии ЛГУ, 1950, с. 4.
- Явление вторичной периодичности на примере соединений магния с элементами главной подгруппы IV группы системы Д. И. Менделеева. Вестник ЛГУ, сер. матем., физ. и химии, 1953, № 2, 115—120; соавтор И. В. Василькова
- Таблица Менделеева. Издательство ЛГУ, 1953, с. 4.
- Явление вторичной периодичности на примере соединений магния с элементами главной подгруппы IV группы системы Д. И. Менделеева. Вестник ЛГУ, серия математики, физики и химии, 1953, № 2, 115—120; соавтор И. В. Василькова.
- Термохимия соединений магния с элементами главной подгруппы V группы. Вести. ЛГУ, сер. математики, физики и химии, 1953, № 2, 121—126; соавторы: С. М. Ария, Г. И. Лахтин.
- О роли ионизационных потенциалов в термодинамике галогенидов металлов вставной декады четвёртого периода системы Д. И. Менделеева. Журнал общей химии, 1954, 24, в. 12, 2109—2119; соавтор М. А. Оранская.
- О периодичности свойств электронных оболочек свободных атомов и об отражении этой периодичности в свойствах простых тел, химических соединений и растворов электролитов. Вести. ЛГУ, 1954, № 11, 127—151.
- Высшие фосфиды бария. Журнал общей химии, 1954, 24, в. 8, 1277—1278; соавторы М. П. Морозова и Е. А. Прокофьева.
- Первые научные работы. Д. И. Менделеева как этап на пути к открытию периодического закона. Вестн. ЛГУ, 1954, № 2, 165—177; соавтор Р. Б. Добротин.
- Периодическая система элементов Д. И. Менделеева. (с учётом последних данных мировой науки на 1954 г.). Л.: Издательство ЛГУ. 1954
- Энтальпия образования фосфида цинка Zn3P2. Журнал общей химии, 1955, 25, в. 4, 633—634; соавторы: Г. Гроссман и М. П. Морозова.
- О новой рукописи Е. С. Федорова по периодическому закону. Кристаллография, 1955, № 3, 81-84; соавтор Р. Б. Добротин.
- Современная неорганическая химия в свете идей Д. И. Менделеева. Журнал неорганической химии, 1957, 2, в. 4, 713—718.
- Энтальпия образования бинарных соединений элементов главной подгруппы V группы. Явление вторичной периодичности. Журнал общей химии, 1957, 27, № 5, 1131—1136; соавторы: С. М. Ария и М. П. Морозова.
- Энтальпии образования соединений кадмия с фосфором, мышьяком и сурьмой. Журнал общей химии, 1958, 28, в. 12, 3289-3292; соавторы: Морозова М. П. и Бортникова М. М.
- О числе устойчивых окислов, образуемых металлами больших периодов системы. Журнал общей химии, 1958, 28, № 3, 795—811.
- Об основных и кислотных окислах металлов больших периодов системы. Журнал общей химии, 1958, 28, № 4, 845—859.
- Новое издание работ Д. И. Менделеева по периодическому закону (Рецензия, на книгу «Д. И. Менделеев. Периодический закон». Ред. статья и примечания Б. М. Кедрова. Изд-во АН СССР, М., 1958, с. 832). Вестн. АН СССР, 1959, № 3, 141—143; соавтор А. А. Макареня.
- О теплоте взаимодействия HgО с водными растворами HCl, HBr, HI и НClО4. Журнал неорганической химии, 1959, 4, № 10, 2198—2203; соавторы: Л. С. Лилич, В. А. Латышева, Д. К. Андреева.
- Исследование в области вторичной периодичности. Рефераты докладов и сообщений на VIII Менделеевском съезде, М., 1959, секция 1, 173; соавторы: И. В. Василышва, М. П. Морозова, Г. И. Лахтин, Хуан Цзи-тао, Кан Хо-ын.
- О теплоте взаимодействия HgО с водными растворами HCl, HBr, HI и НС1О4. Ж- неорган, химии, 1959, 4, № 10, 2198—2203; соавторы: Л. С. Лилич, В. А. Латышева, Д. К. Андреева.
- Щукарёв С. А., Морозова М. П., Ли Мяо-сю. Энтальпия образования соединений титана с элементами главной подгруппы V группы. Ж- общ. химии, 1959, 29, № 8, 2465—2467.
- Библиография работ по периодическому закону [В. И. Семишин. Периодический закон и периодическая система химических элементов Д. И. Менделеева в работах русских  учёных. М., 1959]. Вестн. ЛГУ, 1960, № 16, сер. физ. и хим., в. 3, 151—152; соавтор А. А. Макареня.
- Энтальпия образования соединений марганца с элементами главной подгруппы V группы. Ж- общ. химии, 1961, 31, № 6, 1773—1777; соавторы: М. П. Морозова, Т. А. Столярова.
- Развитие представлений о вторичной периодичности. Вопросы истории естествознания и техники, 1962, в. 13, 76-79; соавтор А. А. Макареня.
- Энергии атомизации простых тел в свете периодического закона Д. И. Менделеева. Сборник «Изучение научного наследия Д. И. Менделеева». Тезисы докладов. Госхимиздат, Л., 1962, 10—11.
- Энтальпия образования соединений кальция с элементами главной подгруппы IV группы. Журнал общей химии, 1962, 32, № 7, 2069—2072; соавторы: Морозова М. П. и Пронь Г. Ф.
- Лекции по общему курсу химии. Издательство ЛГУ, 1962—1964, т. I, с. 406; т. П., с. 441.
- Энергетика окислов элементов дополнительных подгрупп в свете теории поля лиганд. Сб. «Химия редких элементов». Изд-во ЛГУ, 1964, 5-25,
- Законы Д. И. Менделеева и периодическая система. Тезисы докладов IX Международного конгресса по чистой и прикладной химии, М., 1965. (С-D), D-33, 80-81.
- Методическое пособие к введению в общий курс лекций по химии. Изд-во ЛГУ, 1965, в. 11. с. 119.
- Методологическое пособие к введению в общий курс лекций по химии. Вып. 1. Л.: Издательство ЛГУ. 1965
- Некоторые аспекты периодической системы в свете современной химии. Сборник «Лекции семинара по повышению квалификации преподавателей курса общей химии», Издательство «Химия», 1966;
- Учение о координации в свете представлений о роли s-электронов в химии элементов главных подгрупп системы. Д. И. Менделеева. Сборник «Проблемы современной химии координационных соединений», В. 1, ЛГУ, 1966, 5-27.
- Периодическая система в свете современной химии (тезисы доклада на семинаре преподавателей химии в г. Ленинграде), Л., 1966, с. 11.
- Алексей Васильевич Сторонкин (к 50-летию со дня рождения). Журнал физической химии. 1967. Вып. 5. 1967. С. 1223—1224; соавторы: Б. П. Никольский, В. М. Вдовенко, О. Н. Григоров, Я. В. Дурдин, К. П. Мищенко, М. М. Шульц, М. П. Сусарев, А. И. Русанов.
- Некоторые аспекты периодической системы в свете современной химии. Сб. «Лекции семинара по повыш. квалиф. преподават. курса общ. химии». Издательство «Химия», Л., 1966, 22-37.
- Сходство и различие элементов горизонтальных, вертикальных и диагональных сечений таблицы Д. И. Менделеева в свете электронной теории и (К столетию открытия системы элементов. 1869—1969 гг.). Журнал неорганической химии, 1969, 14, № 10, 2611—2625. С. 17
- Система Д. И. Менделеева и проблема элементных масс в свете учения об изотопии. Сб. «Сто лет периодического закона химических элементов». М., «Наука», 1969, стр. 178—199;
- Химическое мировоззрение Д. И. Менделеева и «Основы химии». Вопросы истор. естествозн. и техн., 1969, в. 4 (29), стр. 50.
- Периодическая система Д. И. Менделеева в свете современной науки. Л., ЛГУ, 1969.
- Неорганическая химия. Т. I, M., «Высшая школа», 1970, стр. 352.
- Ярослав Васильевич Дурдин. (к 70-летию со дня рождения). Электрохимия. 1970. Т.6. Вып. 12. С.1891, 1892; соавторы: Б. П. Никольский, А. В. Сторонкин, М. М, Шульц, А. Г. Морачевский, З. У. Борисова и В. И. Кравцов.
- Некоторые перспективы в развитии учения о координационных соединениях. Сб. «Проблемы современной химии координационных соединений». Л., ЛГУ, 1970, в. 3, стр. 5-15
- Периодическая система Д. И. Менделеева и современная химия. Сб. «Периодический закон и строение атома». М., Атомиздат, 1971, стр. 128—203; там же с. 52, 53
- Электрон в атоме.— Л.: Химия, 1972; соавтор К. В Овчинников.
- В. Мак-Льюис. Теория квант в физической химии. Перевод С. А. Щукарёва. Петроград. 1924
- Современное значение периодического закона Д. И. Менделеева и перспективы развития. Сб. «100 лет периодического закона химических элементов». М., «Наука», 1971, стр. 40-53.
- Кюри М., Кюри Е. Пьер Кюри. Мария Кюри. Серия ЖЗЛ. Выпуск 5. Перевод с французского Щукарёва С. А.. Под научной редакцией и с послесловием Алпатова В. В.. Художник Брюлин И. Н.. М. Изд-во Молодая гвардия. 1959
- Грубе Г. Основы электрохимии. Основы теоретической и практической электрохимии. Перевод со 2-го значительно расширенного немецкого издания Н. Н. Каннегисер и Э. П. Халфина под ред. В. Я. Курбатова и проф. С. А. Щукарёва Л. Госхимиздат 1932
- Современные физико-химические методы химического анализа, Сборник статей, под редакцией профессора С. А. Щукарёва, вып II, Л., ОНТИ, Химтеорет, 1935, вып. II
- Периодическая система элементов Д. И. Менделеева (Настенная таблица варианта Вернера, под ред. С. А. Щукарёва, В. А. Киреева, Е. И. Ахумова и В. И. Семишина). Изд. СКВ MB и ССО СССР, М., 1966.
- Периодическая система элементов Д. И. Менделеева (Настенная таблица варианта С. А. Щукарёва, под ред. С. А. Щукарёва, В. А. Киреева, Е. И. Ахумова и В. И. Семишина). Изд. СКВ MB и ССО СССР, М., 1966.
- Периодическая система элементов Д. И. Менделеева. (Настенная таблица варианта Бора — Томсена — Сиборга, под ред. С. А. Щукарёва, В. А. Киреева, Е. И. Ахумова и В. И. Семишина). Изд. СКВ MB и ССО СССР, М., 1966.
- Иванова М. А., Кононова М. А. Химический демонстрационный эксперимент. Под ред. С. А. Щукарёва М. Высшая школа 1984.
- Иванова М. А., Кононова М. А. Химический демонстрационный эксперимент. Под ред. проф. Щукарёва М., Высшая школа, 1968.
- Мельвин-Хьюз Е. А. Кинетика реакций в растворах. Под ред. Проф. С. А. Щукарёва. М. Главная редакция химической литературы. 1938
- Аррениус Сванте. Химия и естественные силы природы. Химия и современная жизнь. Перевод С. А. Щукарёва. Л. Наука и школа 1924.
- Научное наследие Д. И. Менделеева и современная химия (Материалы 2-го совещания посвящённого изучению научного наследия Д. И. Менделеева. Редакционная коллегия под председательством Шукарева С. А.). Л.: Издательство ЛГУ, 1972.